# Надькереш
Надькереш (угор. Nagykőrös) — місто в центральній частині Угорщини, у медьє Пешт. Населення - 25 556 осіб (2005).

## Міста-побратими
- Еспелькамп, Німеччина
- Салонта, Румунія
- Хаксберген, Нідерланди
- Кастрокаро-Терме-е-Терра-дель-Соле, Італія

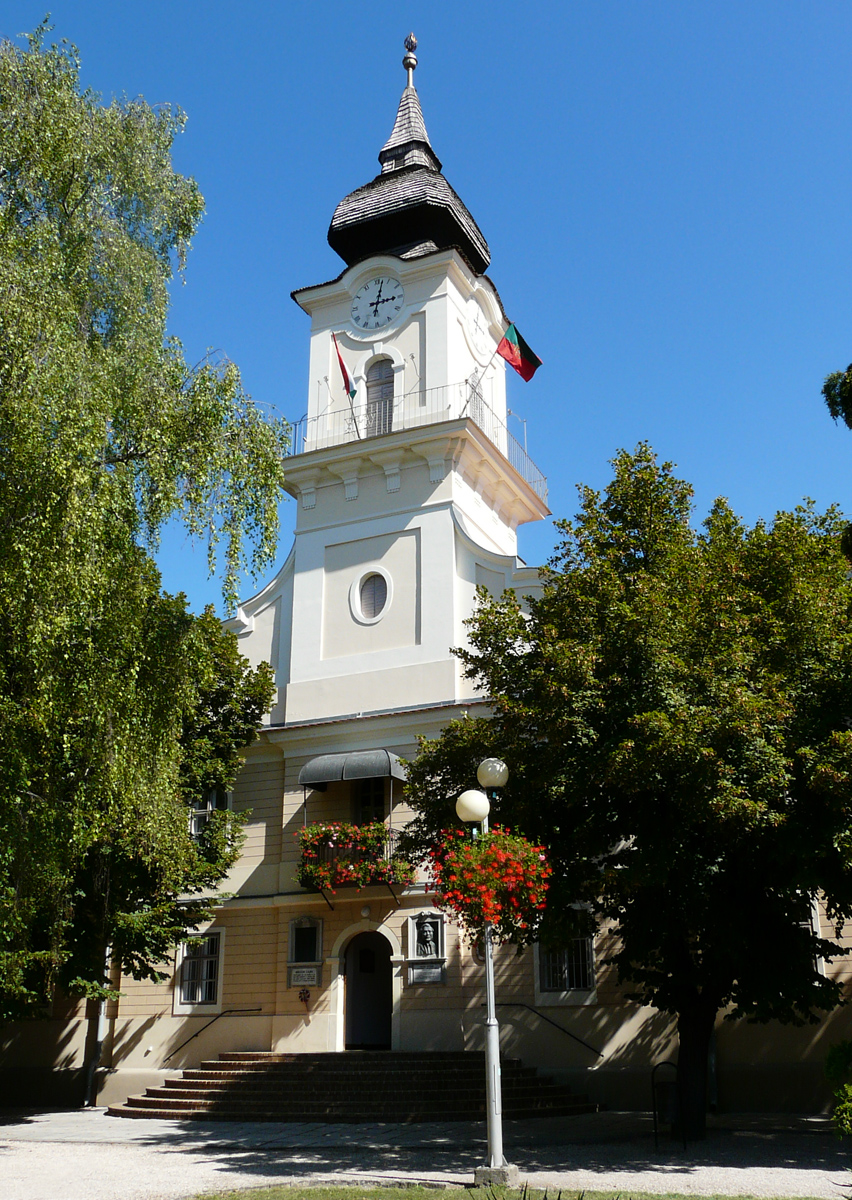
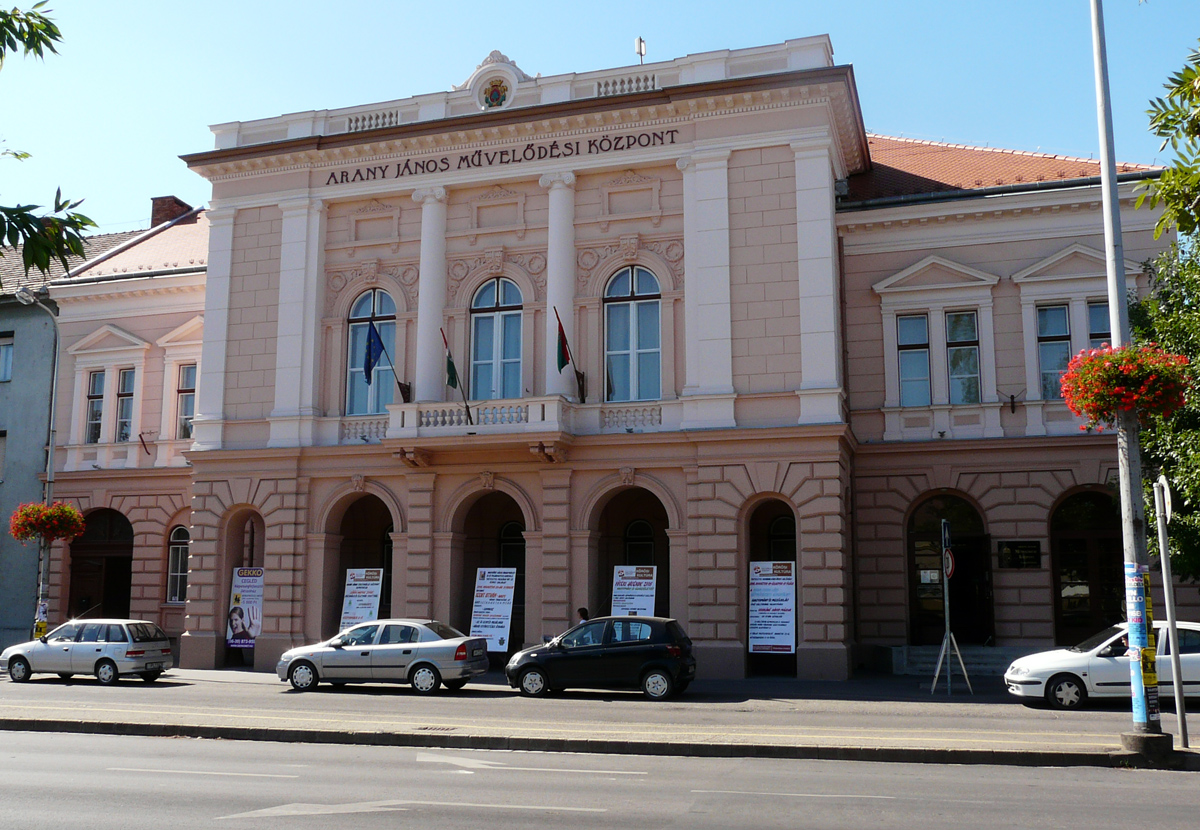
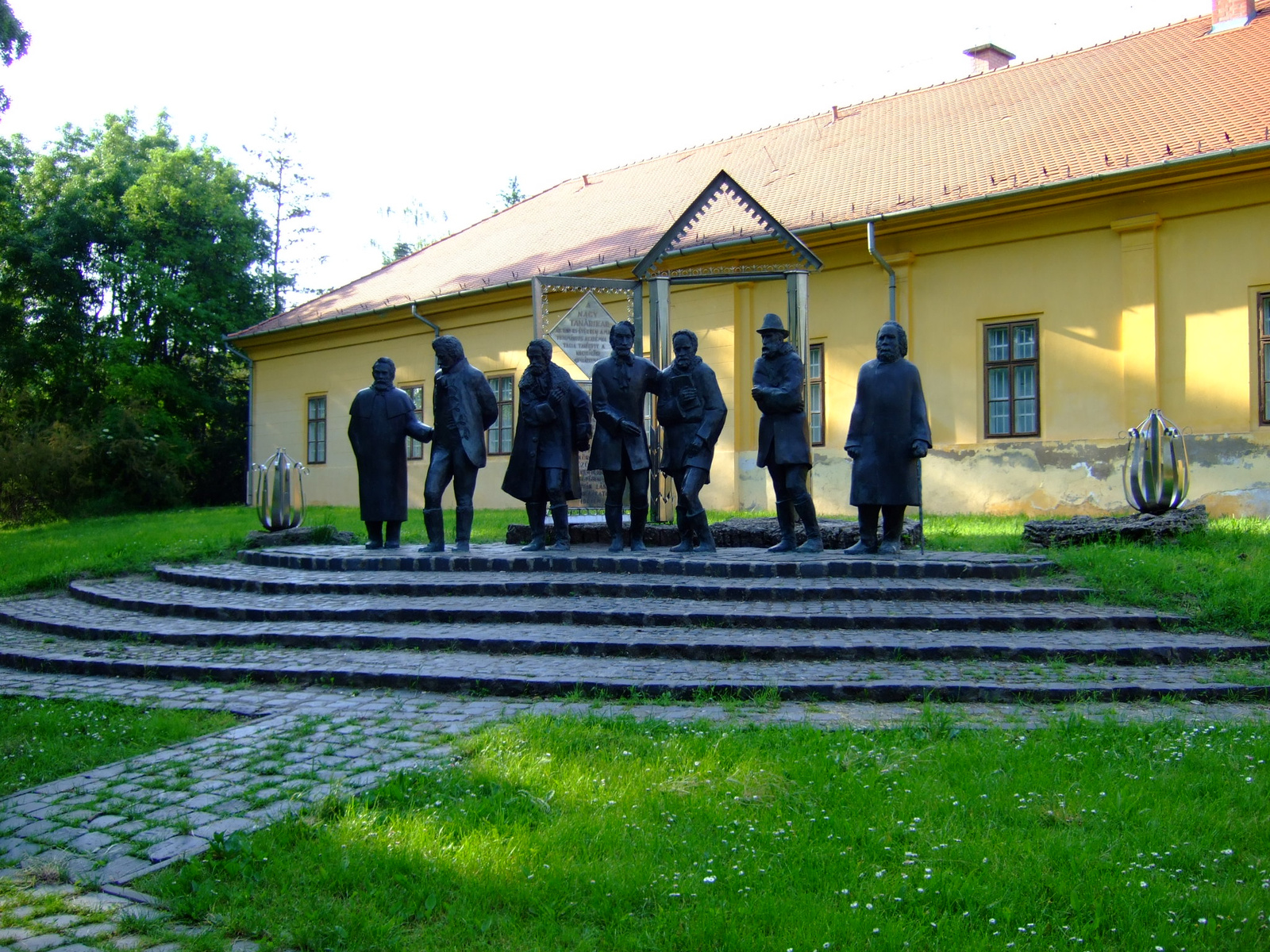
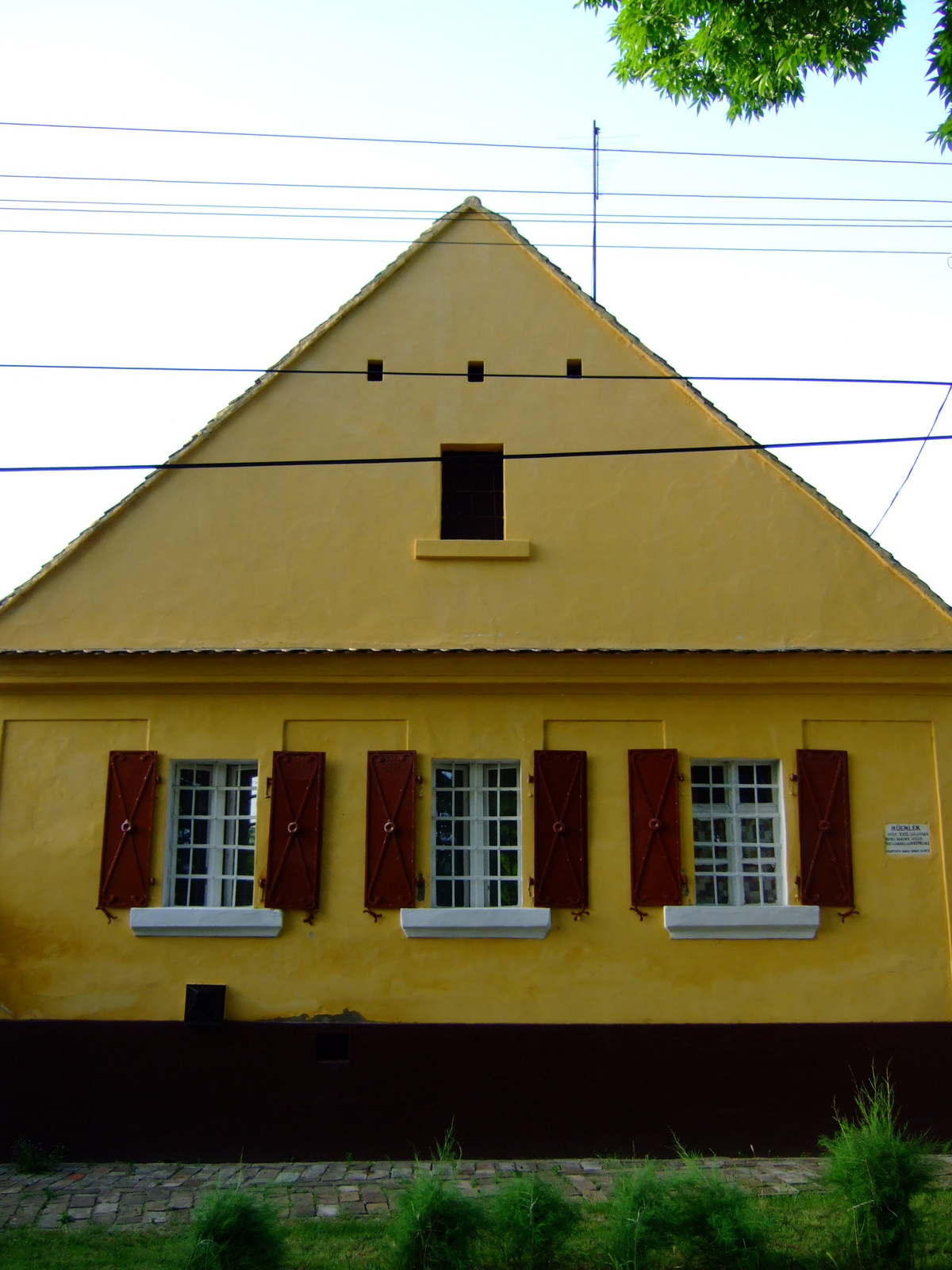

- Ле-Мюї, Франція
- Тун, Швейцарія

| Угорщина | Це незавершена стаття з географії Угорщини. Ви можете допомогти проєкту, виправивши або дописавши її. |

1. ↑  Magyarország helységnévtára, Detailed Gazetteer of Hungary — KSH, 2024.